# Egnasia trogosema
Egnasia trogosema är en fjärilsart som beskrevs av George Francis Hampson 1926. Egnasia trogosema ingår i släktet Egnasia och familjen nattflyn. Inga underarter finns listade i Catalogue of Life.